# Panouse
Panouse – miejscowość i gmina we Francji, w regionie Oksytania, w departamencie Lozère.
Według danych na rok 1990 gminę zamieszkiwało 129 osób, a gęstość zaludnienia wynosiła 3 osoby/km² (wśród 1545 gmin Langwedocji-Roussillon Panouse plasuje się na 774. miejscu pod względem liczby ludności, natomiast pod względem powierzchni na miejscu 82.).